# Vila do Carvalho
Vila do Carvalho é uma vila portuguesa, sede da extinta freguesia de Vila do Carvalho do Município da Covilhã, situada a norte da sede do município, tendo a freguesia 9,3 km² de área e 1 741 habitantes (2011). A sua densidade demográfica era, por isso, de 175,3 hab/km².
A principal povoação da freguesia, Aldeia do Carvalho, foi elevada à categoria de vila em 24 de Agosto de 1989 passando a designar-se por Vila do Carvalho.
A Freguesia de Vila do Carvalho foi extinta em 2013, no âmbito de uma reforma administrativa nacional, tendo sido agregada à freguesia de Cantar-Galo, para formar uma nova freguesia denominada União das Freguesias de Cantar-Galo e Vila do Carvalho, da qual é a sede.

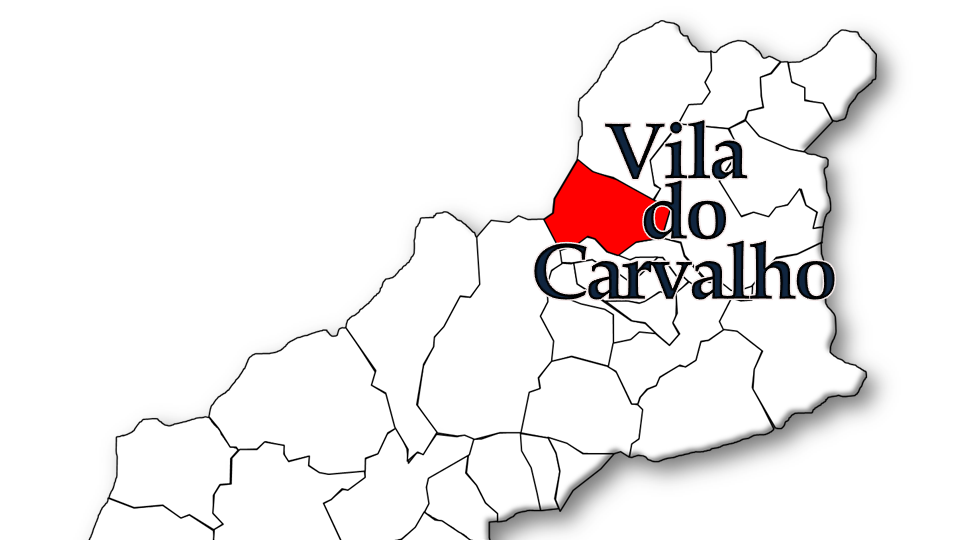
Localização no Concelho de Covilhã

## Geografia
Localizada na parte norte do concelho da Covilhã,na encosta da Serra da Estrela, faz fronteira com as freguesias de Cortes do Meio (a Oeste), Cantar Galo (a Sul), Teixoso (a Nordeste), Canhoso (a Este), Verdelhos (a Norte),distando 4 quilómetros da sede de concelho, com S. Pedro (no extremo Noroeste), no concelho de Manteigas.

## História
Seguindo-se por uma estrada denominada por "varandim mágico", de onde se desfruta de uma bela vista panorâmica, localizamos a antiga povoação do Carvalho, na margem direita da ribeira do mesmo nome. Vila do Carvalho dista 4 quilómetros da sede de concelho.
Denominada inicialmente por Aldeia do Carvalho da qual faziam em grande parte, o território das recém formadas freguesias de Canhoso e Cantar Galo, sendo elevada à categoria de vila a 24 de Agosto de 1989.
É composta pelos seguintes lugares: Acinzas, Barreira, Barroca, Cabeço Gordo, Calva, Castinçal, Lameiro da Mouta, Perdigueiros, Portais, Portela, Pouso, Prazo, Rego da Água, S. Domingos, Trapas, Vale de Candeias e Beringueira.
Sobre a origem etimológica do nome da localidade registam-se duas versões. Uma, considera que o nome advém da proliferação na povoação de vários carvalhos; outra, esclarece que no local onde os carvalhos teriam existido em abundância, um carvalho notável se teria destacado em relação aos outros, dando o nome à primitiva aldeia.

## Orago
Tem por orago Nossa Senhora da Conceição, padroeira do Reino, nas cortes celebradas em Lisboa no ano de 1646 declarou el-rei D. João IV que tomava a Virgem Nossa Senhora da Conceição por padroeira do Reino de Portugal, prometendo-lhe em seu nome, e dos seus sucessores, o tributo anual de 50 cruzados de ouro.

## Património cultural e edificado
- Igreja de Nossa Senhora da Conceição (matriz)
- Memorial da Expedição da Sociedade de Geografia à Serra da Estrela, presidida por Hermenegildo Carlos de Brito Capello (capitão tenente da armada real, explorador geógrafo) e pelo Dr. José Thomás de Sousa Martins (professor da escola medico-cirúrgica de Lisboa), em 1881.
- Lugar da Vila de Mouros
- Pena (sítio da Fraga da Pena)
- Lapa das Cachopas
- Poio dos Corvos
- Varandim Mágico

## Locais de interesse turístico
Vila do Carvalho possui grande parte do seu território dentro dos limites do Parque Natural da Serra da Estrela, tendo por isso vários pontos de interesse naturais, como Vila de Mouros, Fraga da Pena, Lapa das Cachopas, Poio dos Corvos, Picoto, Aguilhão.

## População
| População da freguesia de Vila do Carvalho | População da freguesia de Vila do Carvalho | População da freguesia de Vila do Carvalho | População da freguesia de Vila do Carvalho | População da freguesia de Vila do Carvalho | População da freguesia de Vila do Carvalho | População da freguesia de Vila do Carvalho | População da freguesia de Vila do Carvalho | População da freguesia de Vila do Carvalho | População da freguesia de Vila do Carvalho | População da freguesia de Vila do Carvalho | População da freguesia de Vila do Carvalho | População da freguesia de Vila do Carvalho | População da freguesia de Vila do Carvalho | População da freguesia de Vila do Carvalho |
| ------------------------------------------ | ------------------------------------------ | ------------------------------------------ | ------------------------------------------ | ------------------------------------------ | ------------------------------------------ | ------------------------------------------ | ------------------------------------------ | ------------------------------------------ | ------------------------------------------ | ------------------------------------------ | ------------------------------------------ | ------------------------------------------ | ------------------------------------------ | ------------------------------------------ |
| 1864                                       | 1878                                       | 1890                                       | 1900                                       | 1911                                       | 1920                                       | 1930                                       | 1940                                       | 1950                                       | 1960                                       | 1970                                       | 1981                                       | 1991                                       | 2001                                       | 2011                                       |
| 1 059                                      | 1 366                                      | 1 964                                      | 2 075                                      | 2 446                                      | 1 917                                      | 2 672                                      | 3 314                                      | 4 043                                      | 4 754                                      | 3 751                                      | 5 582                                      | 3 723                                      | 2 090                                      | 1 741                                      |

Nos censos até 1991 aparece designada por Aldeia do Carvalho
Com lugares desta freguesia foi criada, pela Lei nº 24/97, de 12 de Julho, a freguesia de Canhoso (Fonte: INE)

## Feira
Semanal (Sexta-feira)

## Festas e Romarias
Festa de Aniversário de Elevação a Vila (Julho), Festa dos Púcaros (1º Domingo de Agosto), São Domingos (1º Domingo de Setembro), Nossa Senhora do Rosário (1º Domingo de Outubro), Nossa Senhora da Conceição (8 de Dezembro), Celebração do Natal – Tradicional Madeiro (24 de Dezembro).

## Música
Nela tem sede a Filarmónica Recreativa Carvalhense, associação musical patrocinadora de banda filarmónica fundada em 1907.

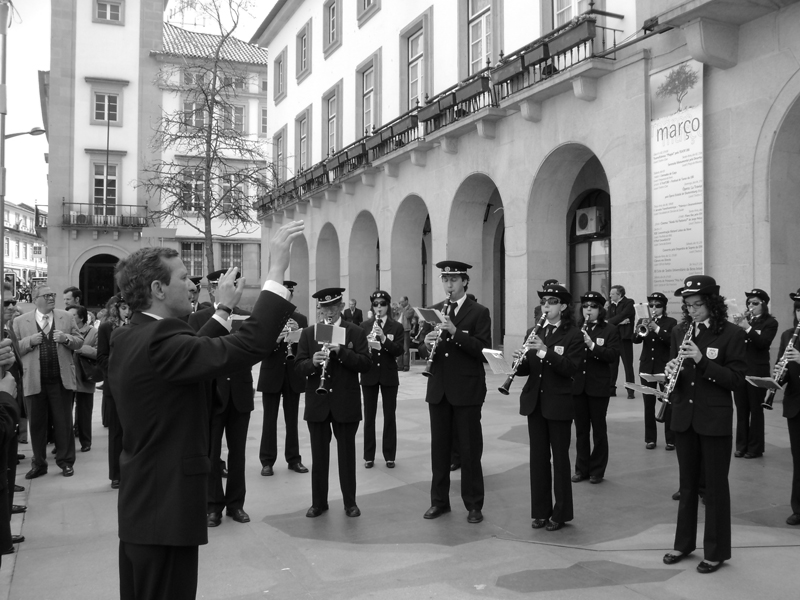
Banda da Filarmónica Recreativa Carvalhense, em atuação na cidade da Covilhã

## Artesanato
Fabrico de tamancos e miniaturas em madeira.

## Jogos tradicionais
Jogo da malha, o Carrabaço, Pau do cebo, Corrida dos Púcaros.

## Gastronomia
Cabrito no forno, Caldudo, Filhós, Papas de carolo, Arroz doce e Bolo de azeite.